# Parosphromenus phoenicurus
Parosphromenus phoenicurus — тропічний прісноводний вид риб з родини осфронемових (Osphronemidae), підродина макроподових (Macropodusinae).
2008 року Горст Лінке (нім. Horst Linke) відкрив кілька ймовірно нових видів паросфроменів із Суматри та сусідніх островів. Серед них був і P. phoenicurus. З 2008 по 2012 рік, до появи наукового опису, його називали P. spec. «Langgam».
Видова назва походить від грецьких слів phoinix (малиновий) та oura (хвіст), буквально «малиновий хвіст».

## Опис

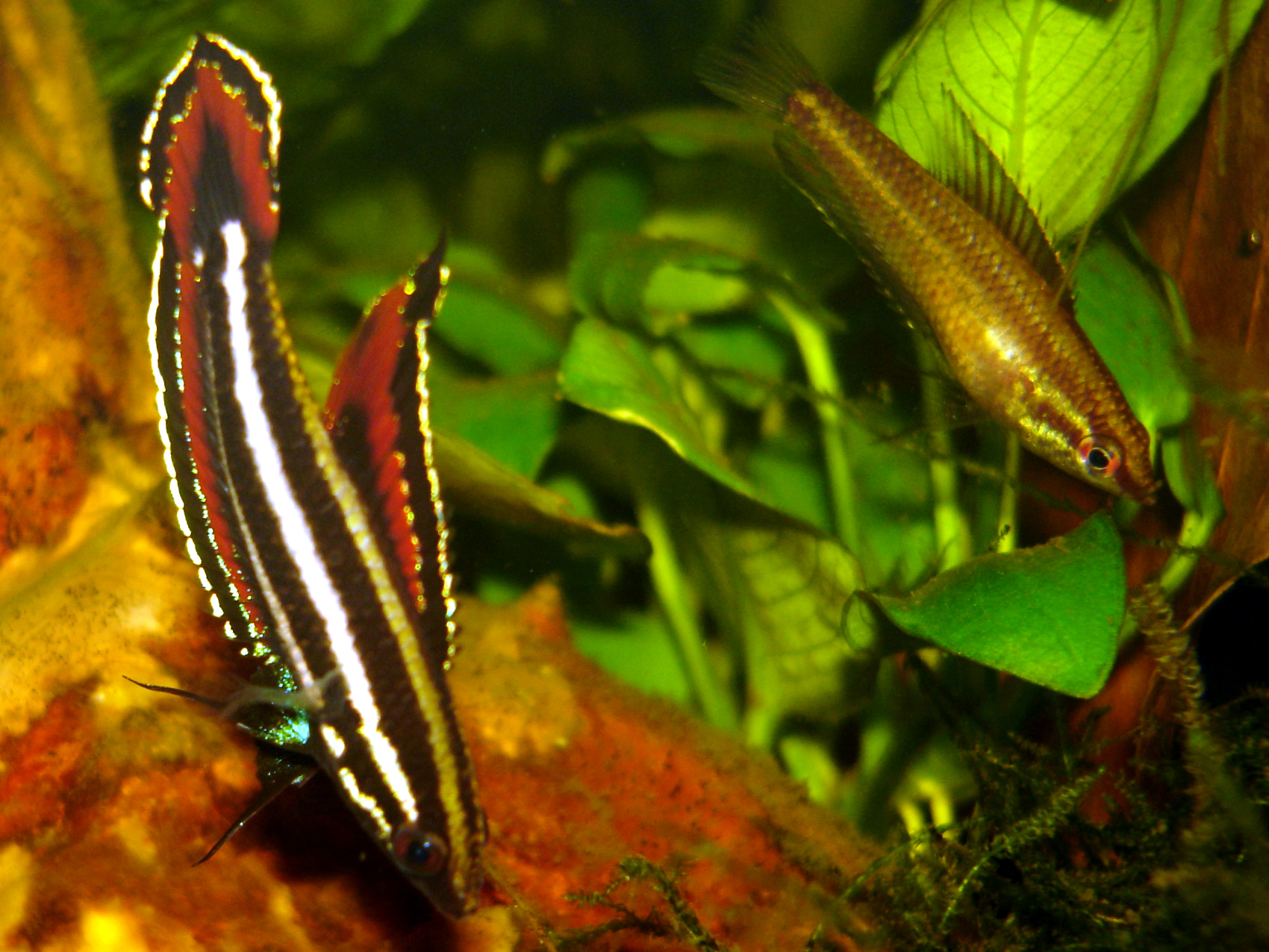
Самці залицяються головою донизу.

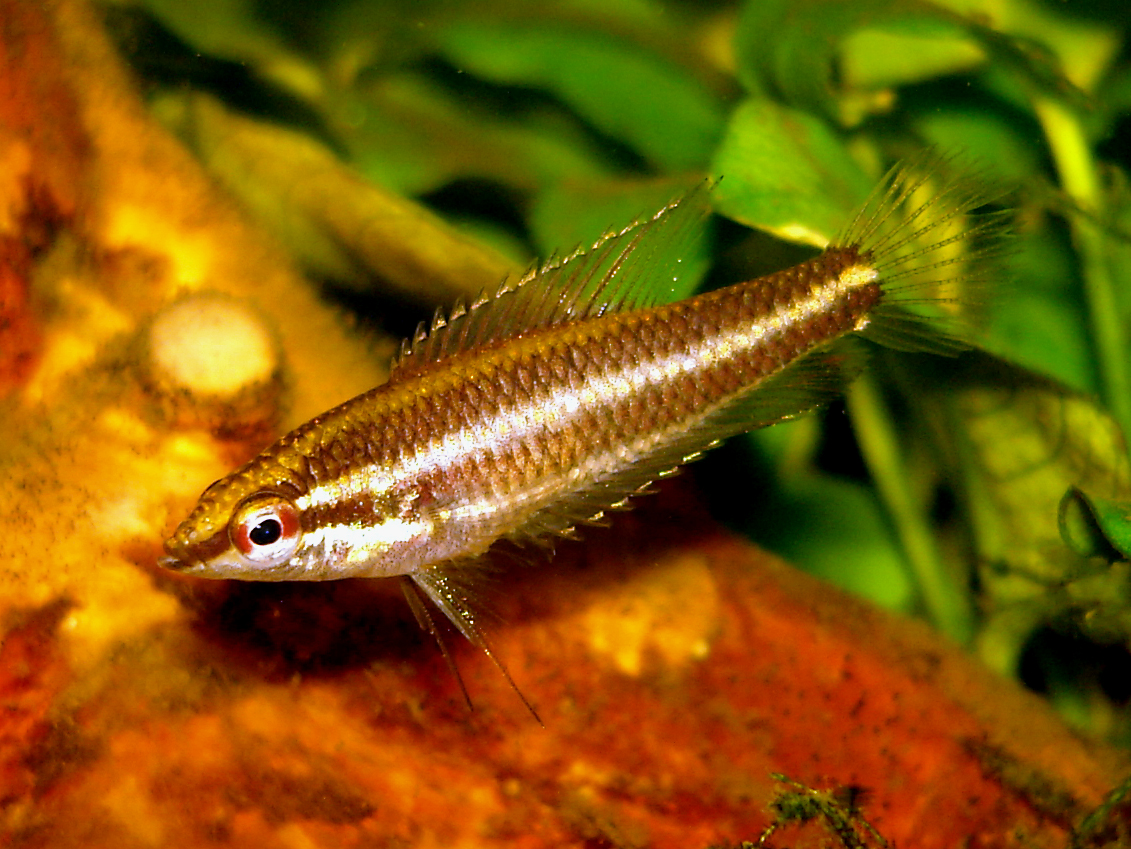
Самка Parosphromenus phoenicurus.

Максимальна загальна довжина 29,0 мм (зразок з дикої природи), 40,0 мм (акваріумний зразок).
Загальна довжина становить 128,6-133,2 % стандартної (без хвостового плавця) довжини, довжина голови 29,3-32,5 %, довжина рила 8,2-9,0 %, діаметр орбіт очей 10,0-10,2 %, міжорбітальна відстань 7,9-8,5 %, предорсальна (до початку спинного плавця) довжина 35,2-37,5 %, превентральна (до черевних плавців) довжина 33,1-35,7 %, преанальна (до початку анального плавця) довжина 45,9-49,0 %, висота тіла 28,3-32,5 %, висота хвостового стебла 12,2-14,8 % стандартної довжини.
Спинний плавець у самців загострений, його кінець виходить за основу хвостового плавця, у самок він округлий і коротший. У спинному плавці 11-13 твердих і 6-7 м'яких променів, довжина основи становить 40,6-43,0 % стандартної довжини. Анальний плавець загострений у самців, округлий у самок, має 11-13 твердих і 8-11 м'яких променів, довжина основи становить 52,1-53,8 % стандартної довжини. Характерною є ромбічна форма хвостового плавця у дорослих самців, що відрізняє цей вид від інших представників роду. У молодих риб і дорослих самок хвостовий плавець округлий. Грудні плавці округлі, мають по 12-13 променів, їхня довжина становить 21,1-22,1 % стандартної довжини. Черевні плавці мають по 1 твердому, 1 простому та 4 розгалужених променів, перший розгалужений промінь подовжений у нитку. Довжина черевних плавців може сягати до 45 % стандартної довжини у дорослих самців, загалом же цей показник становить 25,0-42,0 %.
У поздовжньому ряду 28-30 лусок і ще 2-3 луски розташовані на основі хвостового плавця; в поперечному напрямку 9-10 лусок.
Основне забарвлення голови та тіла в самця жовтувате до світло-коричневого, черево та горло темні. На цьому тлі проходять три чорнуваті поздовжні смуги. Головна смуга починається на кінчику морди, проходить через око й далі тягнеться через усе тіло до нижньої частини основи хвостового плавця. Друга смуга проходить від верхнього краю ока до верхньої частини основи хвостового плавця. Ще одна смужка йде верхньою поверхнею голови та передньою частиною спини до початку спинного плавця.
Спинний та анальний плавці на основі мають чорнувату смугу, далі назовні йде яскраво-червона смуга, за нею вузька яскрава блакитна (спереду бірюзова) смужка, а тоді чорна смуга, що межує з блакитним зовнішнім краєм. Забарвлення хвостового плавця утворює «полум'яний» малюнок: спочатку йде темно-чорна майже трикутна пляма, далі — яскраво-червона ламана смуга, що повторює її контури, остання оточена вузькою блакитною смужкою, а вже ближче до краю дугою проходить чорна смуга й, нарешті, зовні плавець має блакитний край. Черевні плавці виблискують бірюзовими барвами, нитка чорна. Грудні плавці безбарвні.
На підставі загального забарвлення можна припустити, що P. phoenicurus тісно пов'язаний з P. alfredi та P. tweediei (обидва ці види походять з Малайського півострова). Основною відмінністю вважається наявність у самців P. phoenicurus блакитної смужки між чорною та червоною зонами на непарних плавцях, проте було помічено, що в акваріумах вони з часом втрачають цю смужку, так само, як і чітку ромбічну форму хвостового плавця, в результаті риби стають дуже схожими із самцями P. tweediei.
Самки ж P. phoenicurus взагалі дуже схожі з самками більшості інших парасфроменів.

## Поширення
Вид відомий лише з басейну річки Кампар (індонез. Sungai Kampar) в індонезійській провінції Ріау на острові Суматра. Був виявлений в місцевості Лангам (індонез. Langgam), розташованій за 40 км на південний схід від столиці провінції — Пеканбару. Параметри води, виміряні Лінке 2008 року, були такими: показник pH 5,25, електропровідність 7 мкСм/см, температура 26,8 °C.
Загроза щезання виду є дуже високою, оскільки він відомий лише з однієї місцевості, територія якої оцінюється менш як в 10 км². Основну загрозу становить широкомасштабне перетворення торфових болотних лісів, з якими пов'язані середовища існування виду, на лісопромислові ділянки та насадження монокультур.

## Утримання в акваріумі

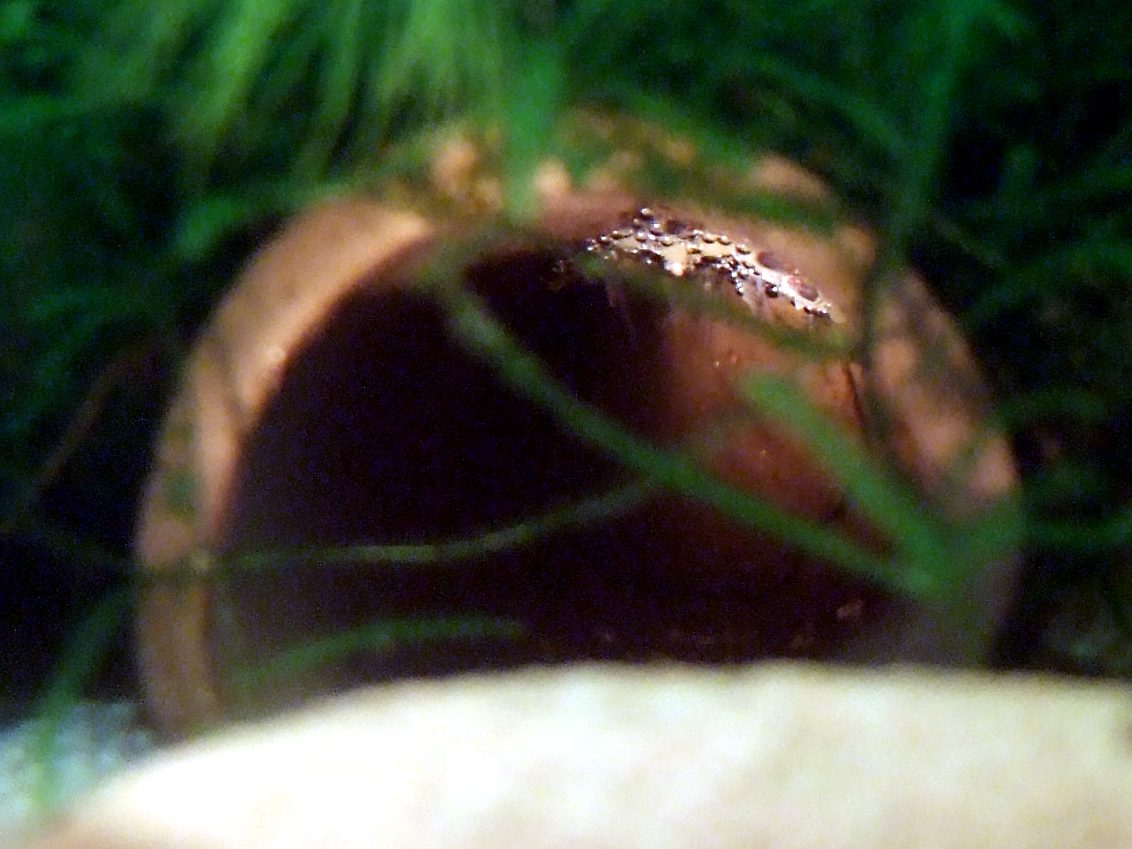
Кладка Parosphromenus phoenicurus в акваріумі.

P. phoenicurus є одним з найпривабливіших представників роду, в цьому плані він стоїть на одному рівні з P. tweediei.
За умовами утримання не відрізняється від інших представників роду. Потрібна м'яка кисла вода з низькою електропровідністю.
Поведінка подібна до споріднених видів. Самець залицяється головою донизу.
Вперше вид був імпортований у приватний спосіб його першовідкривачем (Г. Лінке). Риб вдалося доволі легко розмножити, й уже незабаром з'явилися хороші акваріумні штами. Проте згодом паросфромени стали вибагливішими, але збереглися в акваріумах спеціалістів. Влітку 2014 року німецький Акваріум міста Дітценбах здійснив комерційний імпорт приблизно 500 особин цих риб з острова Суматра.
Зважаючи на дуже обмежене поширення P. phoenicurus в дикій природі, розведення виду в умовах акваріума є важливим у плані його збереження.